# Gespleten brein
Van een gespleten brein is sprake als de hersenbalk in zekere mate is beschadigd of geheel is doorgesneden. De communicatie tussen de beide hersenhelften is dan verstoord. Vroeger werd de hersenbalk wel doorgesneden als enige redmiddel bij hevige epilepsieaanvallen, omdat deze ingreep voorkomt dat een aanval zich verspreidt over de andere hersenhelft. De Amerikaanse neuropsycholoog Roger Sperry deed als eerste onderzoek bij patiënten bij wie een dergelijke operatie was uitgevoerd. De eerste operatie van dit type werd in 1940 uitgevoerd door de neurochirurg William van Wagenen, wonend en werkzaam in Rochester, New York, nadat hij had geconstateerd dat bij een van zijn patiënten de epileptische aanvallen waren opgehouden toen er zich een tumor in de hersenbalk had ontwikkeld.
Een bekend experiment met een patiënt met een gespleten brein verloopt als volgt. Men laat een afbeelding zien in het linkergezichtsveld van de patiënt, de informatie komt binnen in de rechterhersenhelft. De persoon kan niet zeggen wat hij ziet; het spraakcentrum zit (bij de meeste mensen) in de linkerhersenhelft, maar door de beschadiging van de hersenbalk kan de binnenkomende informatie niet naar het spraakcentrum worden 'verzonden'. Als men de persoon met behulp van plaatjes de opdracht geeft om het afgebeelde voorwerp met de linkerhand op te pakken, dan lukt het wel, omdat die hand wordt aangestuurd door de rechterhersenhelft (zie ook Visuele halfveldtaak).